# Floden Dzachu
Floden Dzachu er en dansk oplysningsfilm fra 2004 med ukendt instruktør.

## Handling
Filmen bringer seerne op på den østtibetanske højslette i 4.300 meters højde, hvor man følger en nomadefamilies dagligdag. Familiemedlemmerne fortæller træk fra deres liv og bekymringer, og filmens fortæller uddyber baggrunden. Det er en periode, hvor familien har særlige bekymringer. De holder hele tiden øje med flodens vandstand. Den plejer at synke her på forsommeren, men der er optræk til regn, så vandstanden måske vil stige. De skal nemlig over floden, hele familien med deres dyreflok, for at finde friske græsgange på den anden side. Og det er en yderst farlig krydsning med risiko for druknedød for folk og fæ. Kommer de over? Vil der være en løsning, der gør det lettere i fremtiden? Vil nomaderne bevare deres kultur og traditionelle levevis?